# Pan and Thalassius
Pan and Thalassius – wiersz angielskiego poety Algernona Charlesa Swinburne’a, opublikowany w tomiku Poems and Ballads. Third Series, wydanym w Londynie w 1889 roku przez spółkę wydawniczą Chatto & Windus. Utwór odwołuje się do mitologii greckiej. 
W zakresie formy wersyfikacyjnej charakteryzuje się użyciem monosylab w roli osobnych wersów. Składa się ze strof sześciowersowych rymowanych abcbca.
Now
If August brood on the valleys,
If satyrs laugh on the lawns,
What part in the wildwood alleys
Hast thou with the fleet-foot fauns —
Thou?
See!
Thy feet are a man’s – not cloven
Like these, not light as a boy’s:
The tresses and tendrils inwoven
That lure us, the lure of them cloys
Thee.
Edmund Gosse w biografii Swinburne'a w Dictionary of National Biography z 1912 r. omawiany utwór, obok wiersza The Armada, opisał jest za jeden z najważniejszych wierszy w późniejszej twórczości Swinburne’a.